# Langelot kidnappé
Ne doit pas être confondu avec Langelot et le Général kidnappé.
Langelot kidnappé est le vingt-troisième roman de la série Langelot, écrite par le Lieutenant X (pseudonyme de Vladimir Volkoff). Il est paru pour la première fois en 1975, dans la Bibliothèque verte.

## Principaux personnages
- Langelot : agent du Service National d'Information Fonctionnelle
- Sélima Kébir
- Colonel Chibani
- Général Bomarsund
- Capitaine Montferrand : âgé de 45 ans environ, il est le chef de la section Protection du SNIF et le supérieur de Langelot.
- Famille Falsope : Mme Falsope ; Thibert, Fulbert, Norbert et Herbert Falsope
- « Snif » : le chef du SNIF, dont l'identité est inconnue de ses agents

## Résumé
L'action se déroule dans un laps de temps de 24 heures.
Vers 21 h 30, alors qu'il se trouve tranquillement chez lui, Langelot entend toquer à sa porte. La personne qui souhaite son aide se présente comme Sélima Kébir et se dit terrorisée par les frères Falsope, qui la retiennent prisonnière dans un appartement situé quelques étages plus haut. Quelques minutes après, l'un des frères Falsope se présente à son tour au domicile de Langelot pour réclamer le retour de Sélima. Langelot l'éconduit fermement. Sélima lui explique sa triste histoire : fille d'un sergent-chef de l’armée française, orpheline, elle a été recueillie par les membres de la famille Falsope qui sont des délinquants. Ils l’ont menacée, en cas de fuite, de rendre public un document qu'ils l'ont forcée à signer, dans lequel elle reconnaît faussement avoir commis divers délits. Ce document est caché dans le coffre-fort de l'appartement des Falsope. Langelot décide d'aider la jeune femme : il se rend au repaire des Falsope, les maîtrise, ouvre le coffre-fort, sans découvrir aucun document. Sélima lui explique alors que ce papier est caché dans la maison de campagne de la famille, à Houlgate, en Normandie.
En pleine nuit, Langelot se rend donc à Houlgate en voiture. Profitant d'une pause en route, il téléphone au capitaine Montferrand et lui raconte toute l'histoire, y compris ses doutes sur la sincérité de la jeune fille. Il suppose faire l'objet d'un enlèvement. Montferrand donne l'ordre à Langelot de continuer l'enquête et, le cas échéant, de se laisser capturer.
Sélima et Langelot s'approchent de la maison de campagne des Falsope. En escaladant le grillage, Langelot est assommé par la décharge d'un courant électrique. Il se réveille dans une cave située au fond d'une mine : prisonnier, il est dans l'impossibilité de s'évader. Il découvre l'identité des chefs de ses geôliers : le colonel Chibani, que Langelot a eu l'occasion de croiser dans trois aventures antérieures et  son supérieur, le général Bomarsund. Sélima est assise à côté des deux hommes : elle fait partie du complot.
Langelot est interrogé : Chibani et Bomarsund souhaitent connaître l'identité exacte du chef du SNIF que les agents appellent communément « Snif ». Langelot refuse de répondre, tout en indiquant que tout le monde ignore la véritable identité du chef du service secret.
Renvoyé dans sa cellule, Langelot est libéré par Sélima. Elle montre un fond honnête et regrette d'avoir trahi sa confiance. Tous deux remontent à l'air libre. Langelot assomme alors la jeune fille « d'un atémi à la nuque » et retourne dans la mine : son enquête n'est pas terminée. Langelot rencontre le colonel Chibani, qui ignore son évasion récente et le retournement de Sélima. Chibani fait alors une révélation étonnante à Langelot : il souhaite quitter son pays et demander l'asile politique à la France. Si les autorités françaises lui accordent aide et protection, il révèlera les noms des agents dormants implantés dans le pays. Chibani et Langelot remontent à la surface, où ils sont accueillis par une équipe du SNIF. En effet, durant la nuit, Montferrand a sollicité le service Action du SNIF, qui a mis en place une « souricière » à l'entrée de la mine.
Pour preuve de bonne volonté Chibani, emmené à Paris dans les locaux du SNIF, donne les noms de deux agents implantés en France, dont l'un est un commissaire de la DST. En sa qualité de transfuge, Chibani exige de traiter directement avec « Snif » : il veut avoir des garanties. Montferrand contacte Snif, qui accepte un rendez-vous avec Chibani dans une bergerie à l'écart des grands axes routiers.
Pendant ce temps, Langelot s'est reposé et a beaucoup réfléchi. Plusieurs détails ont retenu son attention. Il acquiert soudain la certitude que Chibani n'est pas un vrai transfuge et que sa trahison de son pays est un piège. Le plus rapidement possible, il rejoint le lieu de rendez-vous entre Snif et Chibani. Ce dernier étant déjà arrivé, Langelot lui fait part de ses réflexions et déductions : sa prétendue trahison vise en fait à organiser un rendez-vous avec Snif, afin de tuer le chef des services secrets français. Langelot a acquis l'intime conviction que Chibani lui-même est considéré comme un pion par les services secrets de son propre pays, qui veulent non seulement tuer Snif, mais aussi Chibani, qui a raté plusieurs missions. Langelot quitte la bergerie, croise Snif arrivant et dit à son chef de ne pas se rendre au lieu de rendez-vous. À ce moment-là, un avion surgit et détruit la bergerie à coups de roquettes, tuant Chibani. Langelot reçoit les remerciements de Snif, à qui il vient de sauver la vie.

## Les différentes éditions
- 1975 - Hachette, Bibliothèque verte (français, version originale), illustré par Maurice Paulin.

## Remarques autour du roman
- Le colonel Chibani est le « méchant » dans trois autres romans de la série : Langelot et l'Inconnue, Langelot et les Crocodiles, Langelot et l'Avion détourné. Dans le présent roman, il meurt.